# Horn (Horn-Bad Meinberg)
Horn ist ein Ortsteil der Stadt Horn-Bad Meinberg im Kreis Lippe in Nordrhein-Westfalen. Nach dem Gesetz zur Neugliederung des Kreises Detmold wurde die ehemals selbstständige Gemeinde im Jahr 1970 in die Stadt Horn-Bad Meinberg eingegliedert.

## Geschichte
Im Wald südwestlich von Horn befindet sich eine alte Siedlungsstelle. Die Flurnamen „Auf der Hausstelle“ und „Am Hüttenschlag“ im Stadtwald zwischen Kartoffelberg und Krebsbachtal deuten darauf hin. Der Überlieferung nach handelte es sich dabei um einen großen Hof, der mit Hürden, einem Flechtwerk aus Ruten und Stäben (plattdeutsch Hören), eingefriedet war und „in den Hören“ hieß. Was sich außerhalb der Einfriedung befand, wurde „für (vor) den Hören“ (vorm Horne) genannt, woraus dann später der Name Horn entstanden sein könnte.
Die Stadt Horn gilt als erste Stadtgründung von Bernhard III., Edler Herr zur Lippe und wurde demnach nach 1230 gegründet. Sie wurde über ein älteres bestehendes Kirchdorf gelegt. Der erste urkundliche Beweis datiert aus dem Jahr 1248 und erwähnt ihr Lippstädter Stadtrecht. Damit ist Horn die drittälteste Stadtgründung der Edlen Herren zur Lippe und nach dem Ausscheiden Lippstadts aus dem Territorium nach Lemgo die zweitälteste Stadt Lippes. Mit Blomberg lag Horn an der alten Kölnischen Landstraße von Köln nach Hameln, die zum Teil der heutigen Bundesstraße 1 entspricht, und sicherte deren Pass über das Eggegebirge.  Das Straßennetz wurde wie bei anderen lippischen Städten planmäßig angelegt mit einer Mittelstraße, zwei weiteren Längsstraßen (Heerstraße und Burgstraße/Pfuhlstraße) und einer Querstraße (Nordstraße/Leopoldstaler Straße). Zu den ältesten Gebäuden der Stadt zählen die gotische Pfarrkirche, die Burg Horn, das alte Rathaus, der Kotzenbergsche Hof, der ehem. Burgmannenhof, das ehem. Calandshaus, das ehem. Armenhaus, das ehem. Amtshaus.
In den Hexenverfolgungen in Horn 1554 bis 1661 sind 47 Verfahren wegen Hexerei und Zauberei belegt. Mindestens 24 Menschen wurden in den Hexenprozessen hingerichtet, einige verstarben in der Haft, etliche Schicksale sind unbekannt.

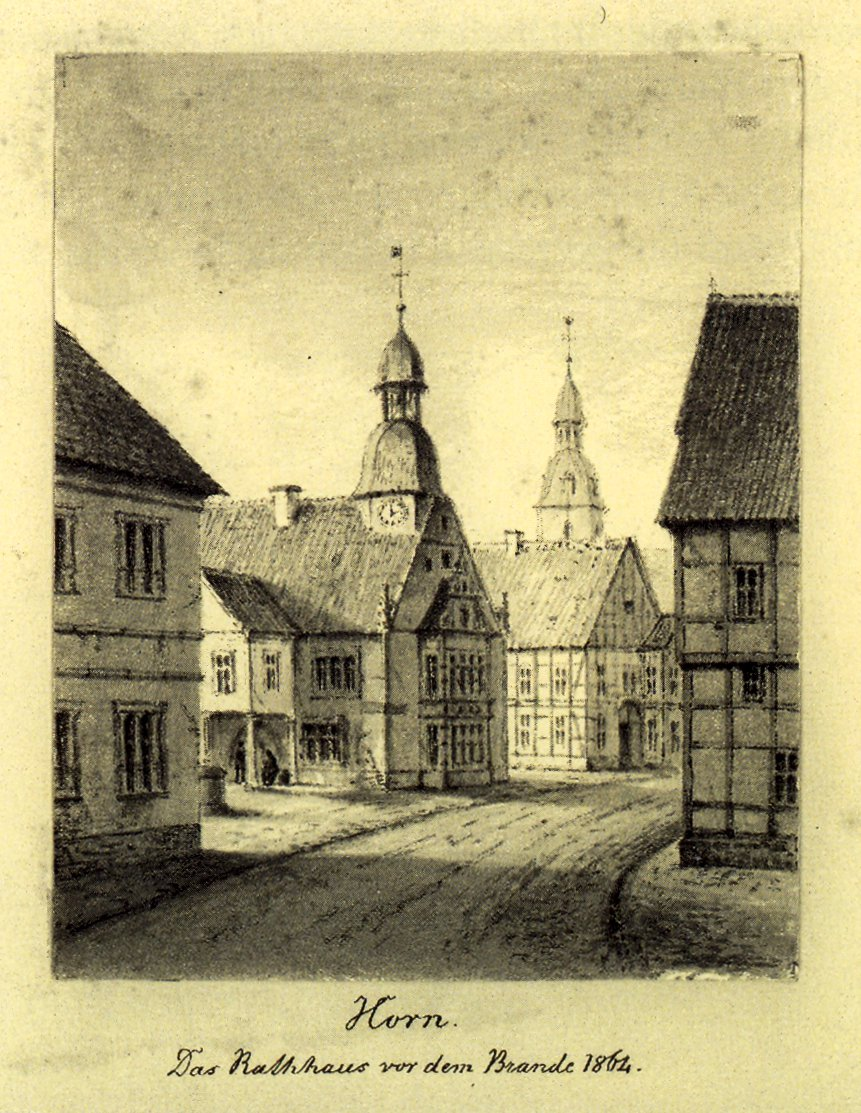
Rathaus vor dem Brand, Tuschezeichnung von Emil Zeiß aus dem Jahr 1863

Später wurde die Burg Horn von mehreren Witwen des Hauses Lippe als Alterssitz genutzt, zuletzt 1666–1673 von Gräfin Amalie zur Lippe. Kriegerische Auseinandersetzungen um die Stadt fanden insbesondere während der Soester Fehde (1444–1449) und während des Dreißigjährigen Krieges (1618–1648) statt. Im Jahr 1864 wurden große Teile der Innenstadt bei einem Brand zerstört; 60 Häuser wurden Opfer der Flammen. Das 1864 errichtete neue neugotische Rathaus ist ein Nachfolgebau für das bei dem großen Stadtbrand vernichtete Rathaus.
Einen Bahnanschluss für die Stadt Horn gibt es seit 1895; der außerhalb des Stadtkerns in Richtung Bad Meinberg gebaute Bahnhof liegt an der Strecke Detmold–Altenbeken.
Zwischen 1912 und 1952 konnte man sogar zusätzlich die Straßenbahn benutzen. In der Blütezeit führte sie von Horn in Richtung Nordwesten nach Detmold und von dort weiter in die Detmolder Ortsteile Pivitsheide, Berlebeck und Heiligenkirchen. Nach Südwesten konnte man über Schlangen und Bad Lippspringe bis Paderborn fahren. Diese Strecke führte zeitweise sogar mitten zwischen den Externsteinen hindurch. Man kann dort an den Felsen noch die Spuren von der Oberleitungsbefestigung erkennen. In Richtung Nordosten führte die Straßenbahn über Bad Meinberg bis nach Blomberg. Betrieben wurde die Straßenbahn bis 1952 von der Paderborner Elektrizitätswerke und Straßenbahn AG, kurz PESAG genannt.
Am 1. Januar 1970 wurde Horn in die neue Gemeinde Bad Meinberg-Horn eingegliedert. Diese wurde bereits am 10. September 1970 in Horn-Bad Meinberg umbenannt.
Siedlung Moorlage
Im Osten Horns entstand zu Anfang des Zweiten Weltkriegs die Siedlung Moorlage. Grund war die Umsiedlung des Dorfes Haustenbeck in der Senne, das dem Truppenübungsplatz Senne weichen musste. Ein Großteil der Dorfgemeinschaft zog nach Horn, wo die Firma Künnemeyer Arbeitskräfte suchte. Die Landwirte erhielten Höfe von der Reichsumsiedlungsgesellschaft RUGES. Am 18. Februar 1938 kam der erste Vorschlag, eine geschlossene Siedlung aufzubauen. Etwa vierzig Familien siedelten nach Horn um.
Das Projekt plante das Kreisbauamt Detmold. Vier Haustypen standen zur Verfügung. Die Bewohner durften bei dem Innen- und Sanitärraum mitbestimmen. Jedes Haus war mit einer Innentoilette und Badegelegenheit ausgestattet. Die Siedlung sollte aus vierzig Häusern bestehen, die nah beieinander gebaut werden sollten. Ein Grundstück war 1–3 Scheffelsaat (1 SS = 1717 m²) mit genügend Land für Ackerbau und Platz für eine kleine Viehhaltung. Ein Quadratmeter kostete zu der Zeit 0,40 Reichsmark. Der Erstellungspreis der Ein- und Zweifamilienhäuser mit Stallungen betrug zwischen 8000 RM und 15000 RM.
1938 wurden Vermessungen vorgenommen und die Siedlung Moorlage wurde als „kriegswichtig“ eingestuft.
Ende Januar 1939 wurde beschlossen, dass 31 Einfamilien- und 13 Zweifamilienhäuser gebaut werden. Das Datum der Umsiedlung war der 5. November 1939. Es entstand eine rechtwinklige Schachbrett-Siedlung, in der sich die Bürger durch Vieh und Acker versorgen konnten. Damit die Siedlung etwas lockerer aufgebaut aussieht, wurden die Giebel versetzt gebaut, die Hauptstraße war breiter und auf beiden Seiten mit Bäumen bepflanzt und Fußwege wurden ebenfalls angelegt.
Die Moorlage sollte an das Horner Wasserrohrnetz angeschlossen werden, und die Stromversorgung erfolgte durch PESAG. Das Baugelände war das ehemalige Hudegelände. Als im Januar 1939 mit den Arbeiten begonnen wurde, verfasste sogar die Lippische Staatszeitung einen Artikel über das Siedlungsvorhaben. Doch der Winter behinderte die Bauarbeiten, und es mangelte an Materialien wie Eisen und Stahl. Ende August 1939 traf der erste Haustenbecker ein, Bürgermeister Wilhelm Mehrmann. Am 1. September 1939 platzten dann die Umzugsvorbereitungen wegen des Kriegsbeginns.
1989 waren noch 42 von 44 Siedlungshäusern im Besitz der Familien, die sie auch erbaut haben. Ende 1989 feierte die Moorlage ihr 50-jähriges Bestehen. Zu diesem Jubiläum wurde ein Gedenkstein aufgestellt mit der Aufschrift: „50 Jahre Moorlage/Zur Erinnerung an die Umsiedlung von Haustenbeck.“

## Kultur und Sehenswürdigkeiten

Panorama des Marktplatzes in Horn

### Bauwerke

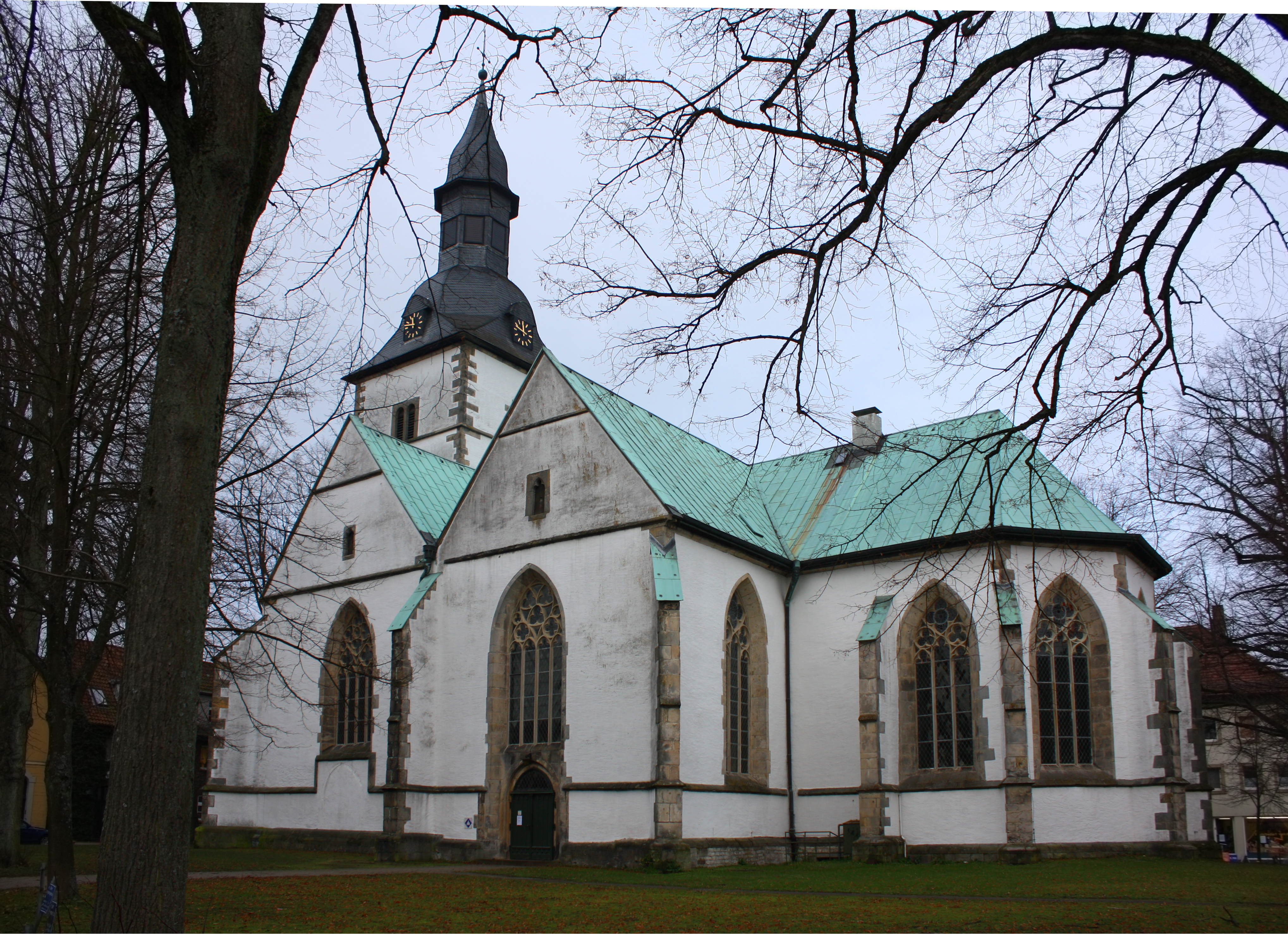
Evangelisch-reformierte Kirche Horn

- Evangelische Kirche Horn, ehemals St. Johannes der Täufer. Die zweijochige dreischiffige Hallenkirche mit Westturm und polygonalem Chor wurde im letzten Viertel des 15. Jh. errichtet. Der Turm dürfte noch aus dem 12. Jahrhundert stammen und ist damit das älteste derzeit bekannte Bauwerk in Horn. 1819 wurde das Dach der Kirche und des Turmes nach einem Blitzeinschlag zerstört. Erst 1826 konnte die jetzige welsche Turmhaube fertiggestellt werden. Das weiträumige, von Kreuzrippengewölben überspannte Innere wirkt sehr gedrungen. Die Gewölbe ruhen auf zwei mächtigen Rundpfeilern. Zur Ausstattung gehören ein Taufstein von 1589 und ein aus dem 17. Jahrhundert stammender Orgelprospekt. Im Chor befindet sich ein mit gotischen Schnitzereien versehenes Chorgestühl aus dem späten 15. Jahrhundert, das im 19. Jahrhundert überarbeitet wurde. An der Südostwand des Seitenschiffes ist seit 1859 das Epitaph des Cordt von Mengerssen († 1561) angebracht. Ursprünglich war es im Chorbereich aufgestellt. Im Schiff hängen fünf Kronleuchter, die 1708 von der Stadt Horn und der Brauerzunft bei einem Nürnberger Goldschmied in Auftrag gegeben wurden.

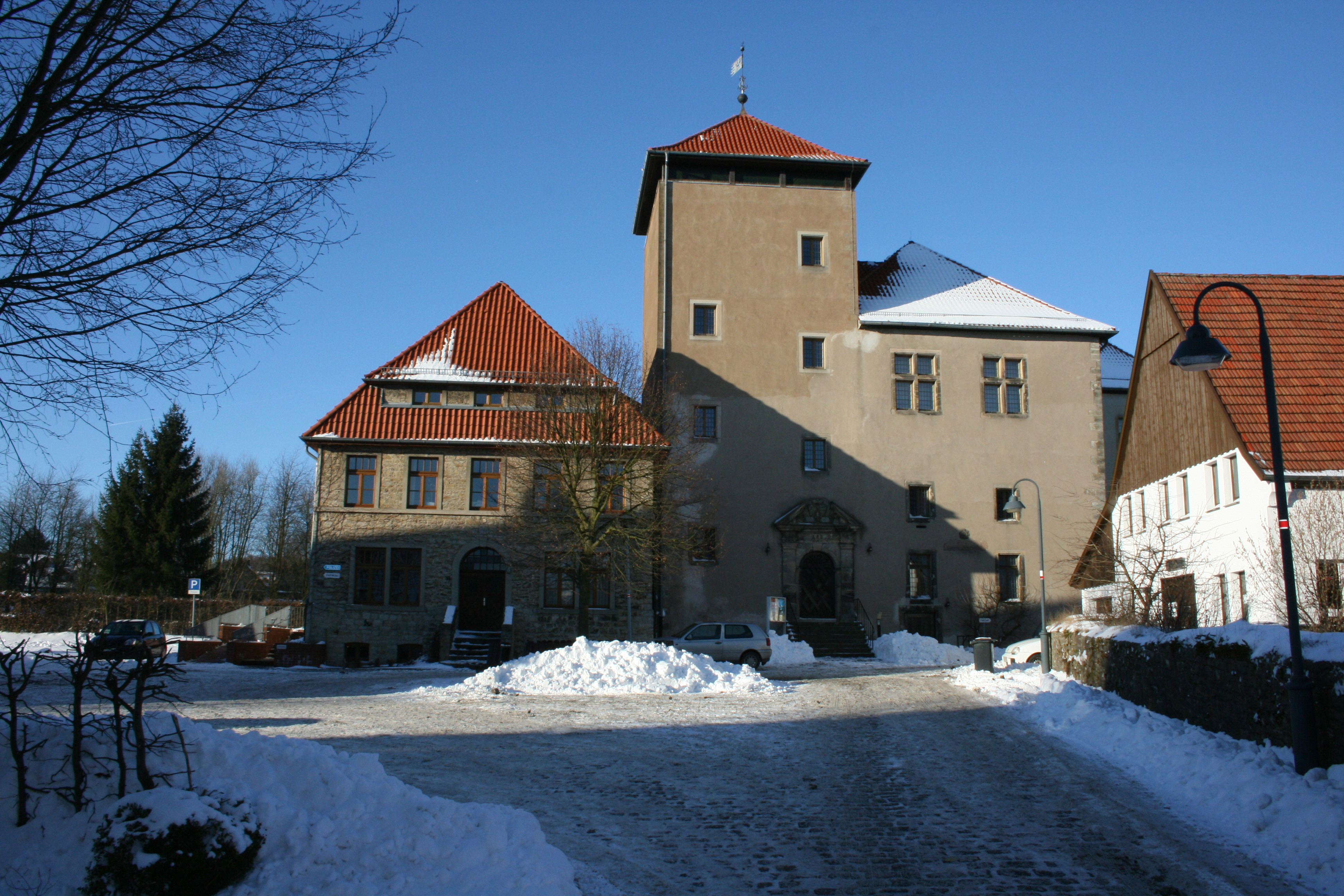
Die Burg Horn

- Die ehemalige Burg Horn (Heimatmuseum) liegt unmittelbar an der Stadtmauer. Die bestehende Anlage dürfte im Zuge der Stadtgründung entstanden sein und wurde offenbar 1348 ausgebaut. Es handelt sich um einen winkelförmigen zweigeschossigen Bau über hohem Kellergeschoss, der leicht in den einstigen Stadtgraben hineinragt. Zwischen 1656 und 1659 wurde er stark umgebaut. In dieser Zeit kam es offenbar zur Hinzufügung des Ostflügels und zum Einbau des Treppenhauses. An der Frontseite wurde ein neues Portal eingesetzt. Der obere Teil des Turmes, der ursprünglich von einer geschweiften Haube bekrönt war, wurde in späterer Zeit wegen Baufälligkeit abgetragen. Im Zuge der zwischen 1983 und 1989 durchgeführten Restaurierungsmaßnahmen erhielt der Turm wieder seine oberen Geschosse und ein neues Dach. Die ehemalige Burgscheune, ein Putzbau mit Krüppelwalmdach wurde 1744 erbaut.

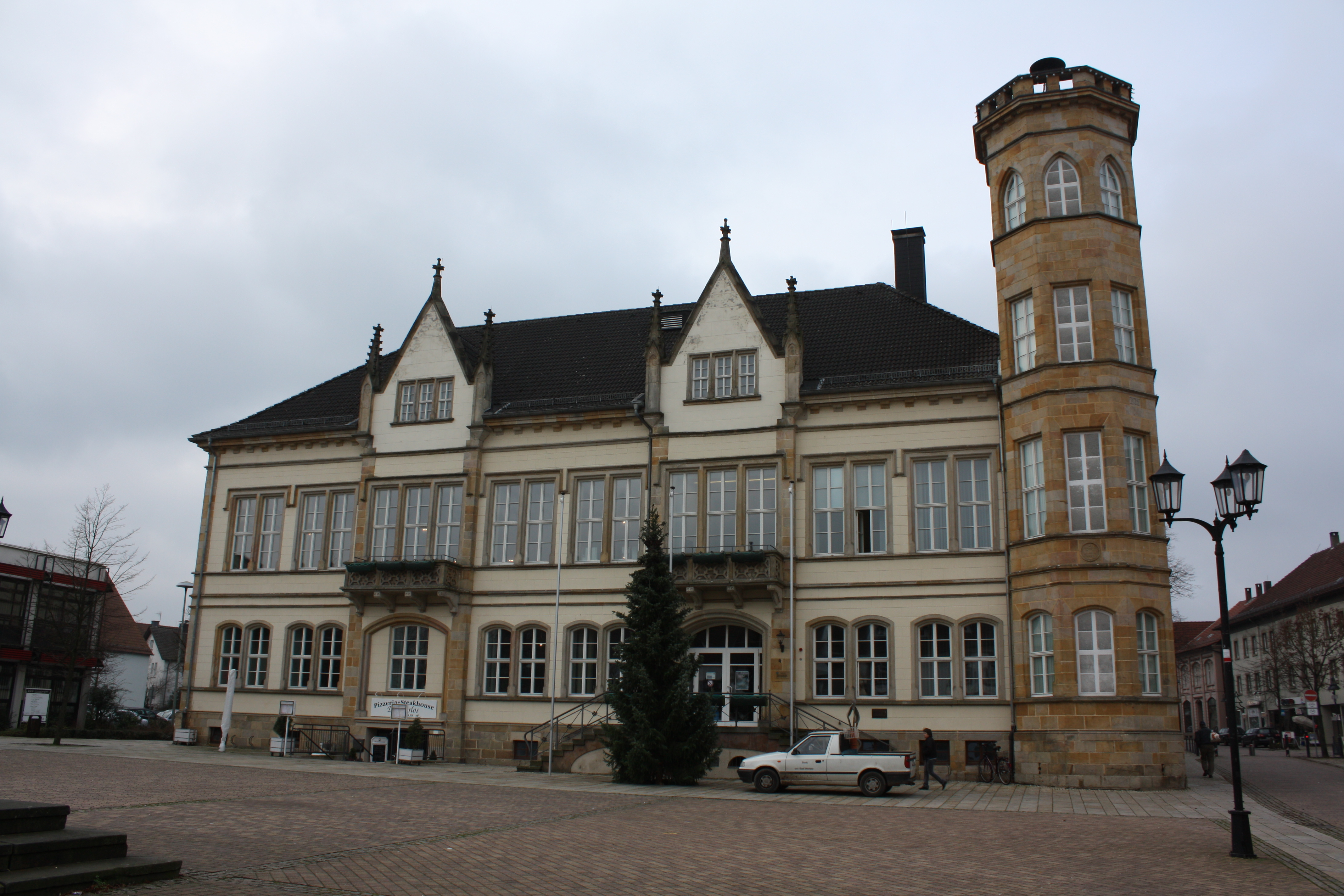
Rathaus in Horn

- Rathaus. Der stattliche neugotische Bau wurde 1865–66 durch den Bauunternehmer und Architekten Wilhelm Lakemeier aus Steinheim (Westfalen) erbaut, nachdem der Vorgängerbau zwei Jahre zuvor durch einen Brand zerstört worden war. Ursprünglich zweiflügelig, wurde er 1956 durch rückwärtige Anbauten erweitert. Die als Schaufront ausgebildete Marktseite zeigt zwei Risalite, die von mit Fialen geschmückten Dreiecksgiebeln bekrönt werden. An der zur Mittelstraße hin orientierten Nordostecke befindet sich ein viergeschossiger polygonaler Eckturm, der von einer niedrigen Balustrade abgeschlossen wird.
- Hof von Kotzenberg (Hotel Vialon). Der zweigeschossige, aus zwei Flügeln bestehende Massivbau wurde um 1616 erbaut. Aufgrund ähnlicher Einzelformen am Paderborner Rathaus könnte Heinrich Baumhauer als Baumeister in Frage kommen. An der Marktseite befindet sich ein hübsches Portal, das 1680 bezeichnet ist.

### Mahnmale

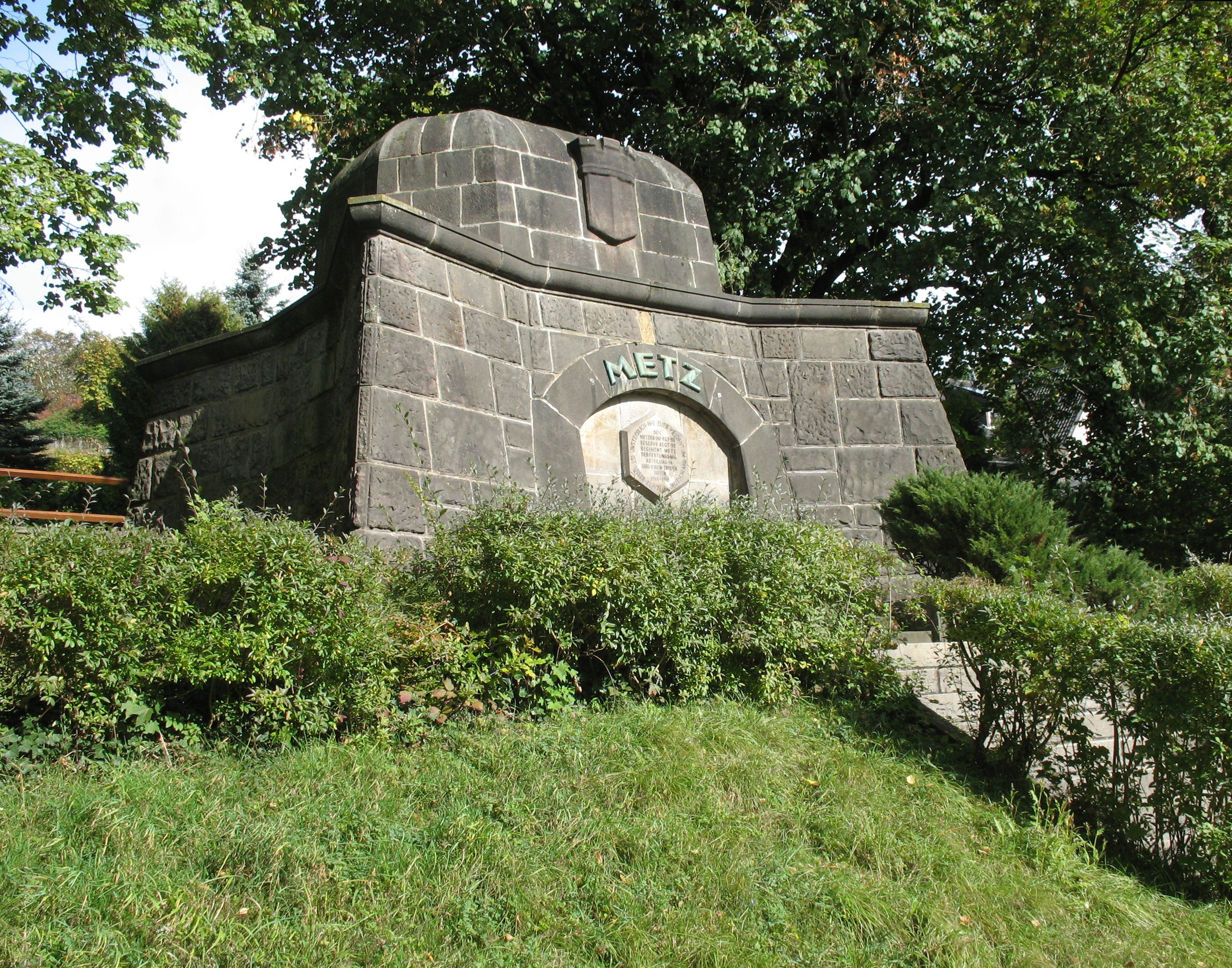
Gefallenendenkmal „Metz“

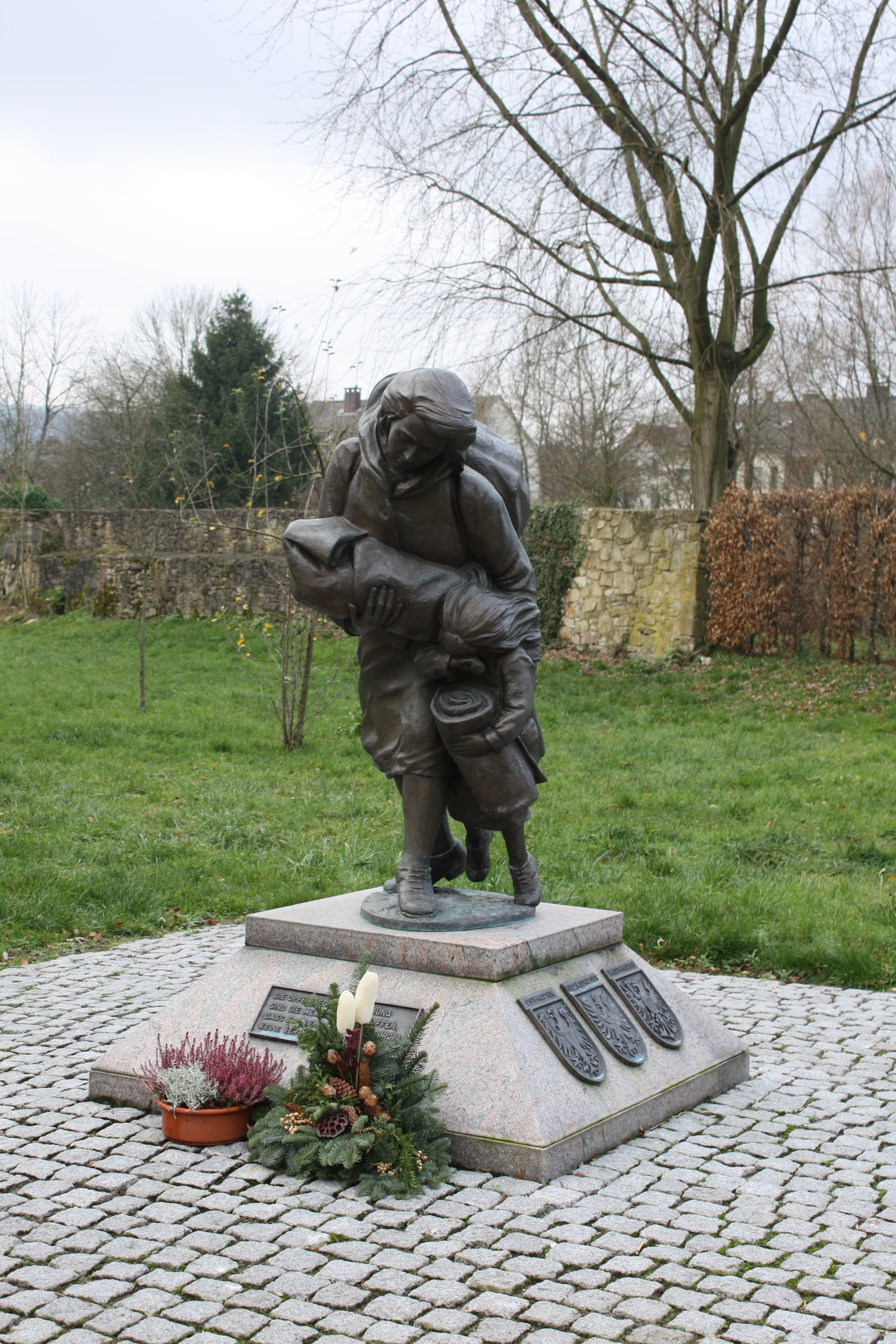
Denkmal einer Mutter mit zwei Kindern zur Erinnerung an die Schicksale bei Flucht und Vertreibung

Das Denkmal mit der Szene einer fliehenden Mutter mit zwei Kindern steht an der Burg Horn. Auf dem Sockel sind die Wappen der ehemaligen Ostprovinzen Deutschlands abgebildet. Das Denkmal steht zur Erinnerung an die Leiden der vertriebenen Menschen. Auf einer Plakette am Denkmal wird als Lösungsweg ein vereintes Europa genannt.